# Ágnes Studer
Ágnes Studer, née le 10 septembre 1998 à Szekszárd, est une basketteuse hongroise.  

## Biographie
Elle participe au championnat d'Europe 2019.
En décembre 2023, elle s'engage aux Flammes Carolo basket pour pallier la blessure de Coline Franchelin.

## Club
- 2020-2023 :  Atomerőmű KSC Szekszárd
- 2023-2024- :  Mersin (en)
- 2023-2024 :  Flammes Carolo basket
- 2024- :  NKA Universitas Pecs